# Maciej Murawski
Maciej Murawski (Zielona Góra, 1974. február 20. –) lengyel válogatott labdarúgó.

## Pályafutása

### Klubcsapatban
1993 és 1996 között a Ślęza Wrocław csapatában játszott. 1996 és 19997 között a Polonia Bytom játékosa volt. 1997-ben a Lech Poznańhoz igazolt, ahol egy évet töltött. 1998 és 2002 között a Legia Warszawa játékosa volt, melynek tagjaként bajnoki címet szerzett és megnyerte a lengyel labdarúgókupát. 2002 és 2004 között a német Arminia Bielefeldet erősítette. 2004 és 2008 között Görögországban szerepelt. 2004-ben az Árisz Szaloniki, 2005 és 2008 között a Apóllon Póntu együttesében játszott. 2009-ben a Cracovia színeiben fejezte be a pályafutását. A 2008–09-es volt az utolsó idénye és mindössze csak egy mérkőzésen lépett pályára. 

### A válogatottban
1998 és 2002 között 6 alkalommal szerepelt a lengyel válogatottban. Részt vett a 2002-es világbajnokságon. A Dél-Korea és a Portugália elleni találkozókon nem kapott lehetőséget, az Egyesült Államok elleni csoportmérkőzésen viszont kezdőként lépett pályára.

## Sikerei, díjai
Legia Warszawa
- Lengyel bajnok (1): 2001–02
- Lengyel kupagyőztes (1): 2001–02

## Külső hivatkozások
- Maciej Murawski adatlapja a National-Football-Teams.com oldalon (angolul)

- Maciej Murawski (angol nyelven). FootballDatabase.eu
- Maciej Murawski (angol nyelven). eu-football.info
- Maciej Murawski (lengyel nyelven). 90minut.pl
- Maciej Murawski (német nyelven). kicker.de
- Maciej Murawski adatlapja a worldfootball.net oldalon (angolul)